# Riodinella nympha
Riodinella nympha is een vlinder uit de familie van de prachtvlinders (Riodinidae). De wetenschappelijke naam van de soort is voor het eerst geldig gepubliceerd in 1978 door Durden & Rose.